# Чернявский, Сергей Иванович
Серге́й Ива́нович Черня́вский (4 апреля 1961, Сызранский район, Куйбышевская область — 9 июня 2018, Ростов-на-Дону) — советский и российский пилот, командир вертолётной эскадрильи армейской авиации Северо-Кавказского военного округа, полковник ВВС. Герой Российской Федерации (2004).

## Биография
Чернявский Сергей Иванович родился 4 апреля 1961 года в посёлке Озерки Сызранского района Куйбышевской (ныне Самарской) области.
В 1978 году окончил среднюю школу № 30 и школу юных космонавтов города Сызрани. В 1982 году окончил Сызранское высшее военное авиационное училище лётчиков и получил назначение в Забайкальский военный округ. В дальнейшем проходил службу в Группе советских войск в Германии, Туркестанском, Дальневосточном и Северо-Кавказском военных округах.
Прошёл все горячие точки вооружённых конфликтов, в том числе Афганистан, Таджикистан и Чечню. Совершил около 1500 боевых вылетов. Общий налёт составляет около 7000 часов.
За добросовестное выполнение воинского долга полковник С. И. Чернявский награждён орденом Боевого Красного Знамени, двумя орденами Мужества, двумя орденами Красной Звезды, орденом «За заслуги перед Отечеством» 4-й степени с изображением мечей, орденом «Афганская храбрость»[уточнить], 2 медалями «За отвагу» и 22 ведомственными наградами.
Указом Президента Российской Федерации № 884 от 12 июля 2004 года полковнику Чернявскому Сергею Ивановичу за мужество и героизм, проявленные при исполнении воинского долга в Северо-Кавказском регионе, присвоено звание Героя Российской Федерации.
Умер 9 июня 2018 года.

## Награды
- Герой Российской Федерации (12 июля 2004 года);
- орден «За заслуги перед Отечеством» IV степени;
- два ордена Мужества;
- орден Красного Знамени;
- два ордена Красной Звезды;
- медаль «За отвагу»;
- множество ведомственных медалей и знаков Российской Федерации;
- орден Атамана Платова (Ростовская область, 2013)[2];
- медаль «Воину-интернационалисту от благодарного афганского народа» (Афганистан, 1988).